# Ana María Soba, heredera impaciente
Ana María Soba, heredera impaciente es el séptimo capítulo de la primera temporada de la serie de televisión argentina Mujeres asesinas. Este episodio se estrenó el 30 de agosto de 2005.
En el libro de Mujeres asesinas, este capítulo recibe el nombre de Ana María Soba, heredera impaciente, al igual que en el capítulo de televisión.
Este episodio fue protagonizado por la primera actriz Betiana Blum en el papel de asesina. También, contó con las actuaciones especiales de Enrique Liporace y la primera actriz China Zorrilla.

## Desarrollo

### Trama
Inés (China Zorrilla), es una anciana solterona, que se encuentra prácticamente sola en el mundo; solo tiene a su hermana, una amiga lejana y a su gato; pero de todas formas ella vive muy feliz. Un día decide ir a una peluquería, en donde es atendida por Ana María Soba (Betiana Blum); esta comienza a atenderla de forma exageradamente amable, pero no porque le gusta serlo, sino porque sabe que le puede convenir. Inés de lo contrario, cae en la inocencia, y piensa que Ana María realmente quiere ser su amiga. Pasa el tiempo y ambas comparten una amistad increíble, pero esto, solo a los ojos de la pobre abuela; finalmente ésta, sin dudarlo decide darle la casa para cuando se muera. Una vez realizado el testamento y firmado los papeles, Ana María comienza a ignorar a la señora. Inés enfurecida, se da cuenta finalmente de la verdad, pero el cariño hacia Ana es más fuerte. Entre ellas comienza a haber un cruce fuerte de palabras: Inés le dice que la va a desheredar. Ana enloquece y mata a la anciana a golpes en la cabeza.

### Condena
La declaración de Ana María Soba no convenció a nadie. Fue procesada por homicidio simple y condenada a 8 años de prisión, aunque jamás admitió su delito. En la cárcel evitó toda relación con las otras detenidas, quienes le temían por su actitud hermética y hostil.

## Elenco
- China Zorrilla
- Betiana Blum
- Enrique Liporace

## Adaptaciones
- Mujeres asesinas (Colombia): Ana María, la heredera - Geraldine Zivic
- Mujeres asesinas (México): Rosa, heredera - Daniela Castro